# Еропкин, Алексей Павлович
Алексей Павлович Еропкин — стольник и воевода во времена правления Алексея Михайловича и Фёдора Алексеевича.
Из дворянского рода Еропкины. Единственный сын Павла Фёдоровича Еропкина.

## Биография
В 1640 году в Боярской книге показан стряпчим. В январе 1648 года, на бракосочетании царя Алексея Михайловича с Марией Ильиничной Милославской был девятым для постановки еды перед боярами в государев «кривой стол». В июле 1655 года приехал с сеунчем к Государю в его стан в деревню Крапивна за пятьдесят вёрст от Вильны, от стольника и князя Черкасского с известием о разбитии гетманов Януша Радзивилла и Винцента Гонсевского и о взятии Вильны. В 1658—1676 стольник. В 1658 году воевода в Вологде. В 1677—1678 годах воевода в Устюге-Великом. В мае 1682 года первым дневал и ночевал с князем и бояриным Юрием Семёновичем Урусовым у гроба царя Фёдора Алексеевича в Архангельском соборе Московского кремля.
Имел двух сыновей: Матвея и Ивана Алексеевичей.